# Francesca Sundsten
Francesca Sundsten (Hemet, 1960 – Seattle, 9 marzo 2019) è stata una pittrice statunitense, moglie del batterista Bill Rieflin dei King Crimson.

## Biografia
Francesca nacque a Hemet in California, tuttavia la sua famiglia si trasferì a Seattle quando lei aveva tre anni. Iniziò a dipingere seriamente intorno ai vent'anni e nel 1984 si iscrisse al San Francisco Art Institute. Nel corso della sua carriera insegnò all'Università di Stanford (dove si era laureata), al Pratt Institute e al Cornish College of Arts. La notizia della sua morte avvenuta il 9 marzo 2019, a causa di un linfoma, è stata data il 7 agosto 2019.